# Glenea aeolis
Glenea aeolis är en skalbaggsart. Glenea aeolis ingår i släktet Glenea och familjen långhorningar.

## Underarter
Arten delas in i följande underarter:
- G. a. aeolis
- G. a. laosica
- G. a. reductemaculipennis